# Асеново (Ямболская область)
Асеново (болг. Асеново) — село в Болгарии. Находится в Ямболской области, входит в общину Тунджа. Население составляет 145 человек.
После Русско-турецкой войны 1877 – 1878 гг., по решению Берлинского конгресса, село Упчелии вошло в состав Восточной Румелии. После Соединения 1885 г. – село в составе Болгарии. В 1934 г. село Упчелии переименовано в Асеново, в честь царской династии Асеней.
В селе установлена памятная плита землякам, погибшим в войнах 1912 – 1913 и 1915 – 1918 годов. она поставлена на каменный блок фундамента бывшего училища.

## Политическая ситуация
Асеново подчиняется непосредственно общине Тунджа и не имеет своего кмета.
Кмет (мэр) общины Тунджа — Георги Стоянов Георгиев (коалиция в составе 2 партий: Болгарская социалистическая партия (БСП) и Болгарская социал-демократия (БСД)) по результатам выборов.